# Honda Passport
De Honda Passport is een SUV van de Japanse autoconstructeur Honda. De eerste twee generaties waren gerebadgede versies van de Isuzu Wizard. De derde generatie werd door Honda zelf ontwikkeld.
Aanvankelijk maakte de Passport deel uit van een samenwerking tussen Isuzu en Honda in de jaren negentig, waarbij personenauto's van Honda door Isuzu werden verkocht, zoals de Isuzu Oasis en lichte bedrijfswagens van Isuzu door Honda werden overgenomen, zoals de Passport. Deze regeling was voordelig voor beide bedrijven, aangezien Isuzu in 1993 gestopt was met het produceren van personenauto's en Honda in de jaren negentig dringend behoefte had aan een SUV. De samenwerking eindigde in 2002.
Eind 2018 kondigde Honda een nieuwe generatie van de Passport SUV aan die tussen de CR-V en de Pilot gepositioneerd wordt.

## Eerste generatie (1993-1997)
De eerste generatie Passport werd aangeboden in drie uitvoeringen: de DX-basisuitvoering, de LX-uitvoering en de EX-luxeuitvoering. DX-modellen hadden een 2,6-liter vier-in-lijn benzinemotor met 89,5 kW (122 pk), gekoppeld aan een handgeschakelde vijfversnellingsbak die het motorvermogen overbracht naar de achteras. LX-modellen konden geleverd worden met een optionele viertraps automatische transmissie, optionele vierwielaandrijving en een 3,2-liter V6-motor met 120,5 kW (177 pk). De EX-uitvoering werd standaard geleverd met de 3,2-liter V6-motor en vierwielaandrijving.
In 1995 werden de wagens voorzien van bestuurders- en passagiersairbags. In 1996 werd de 3,2-liter V6-motor opgewaardeerd tot 142 kW (193 pk). In 1997 werden de DX-basisuitvoering en de 2,6-liter motor geschrapt.

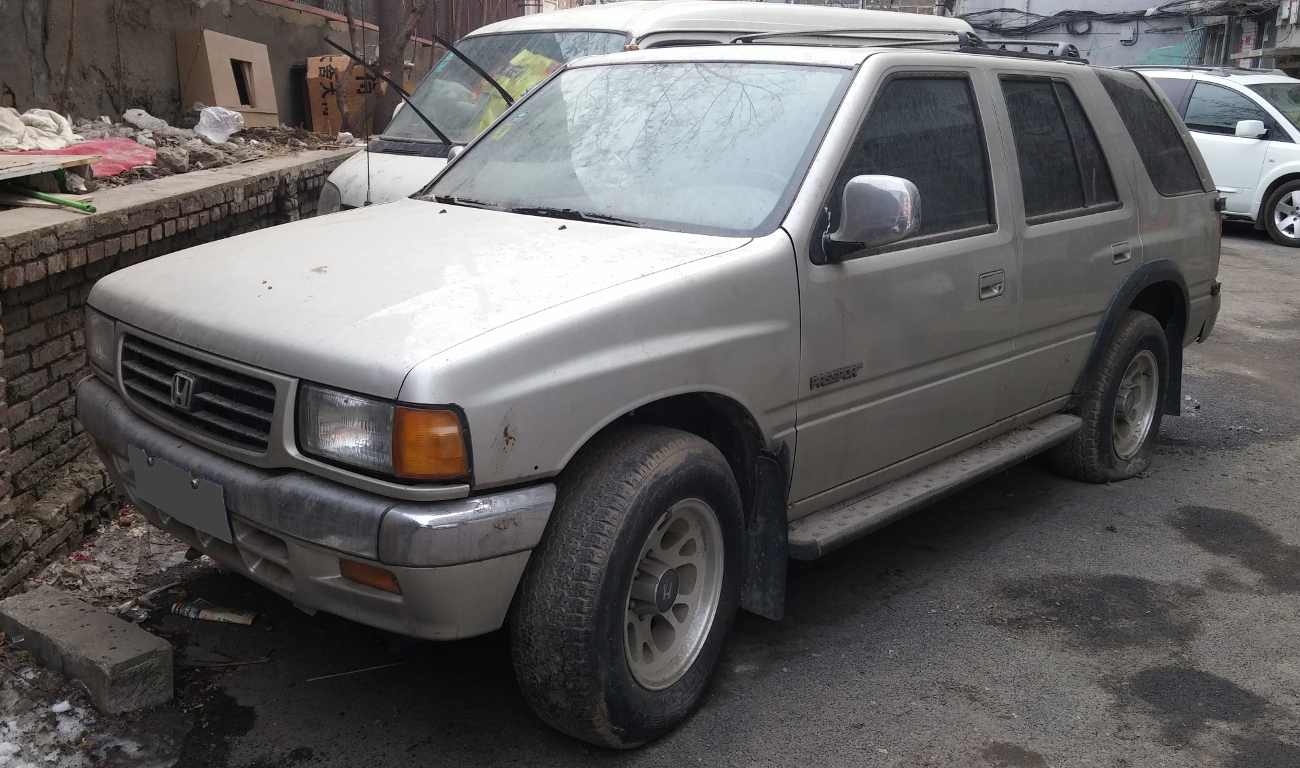
Honda Passport, eerste generatie
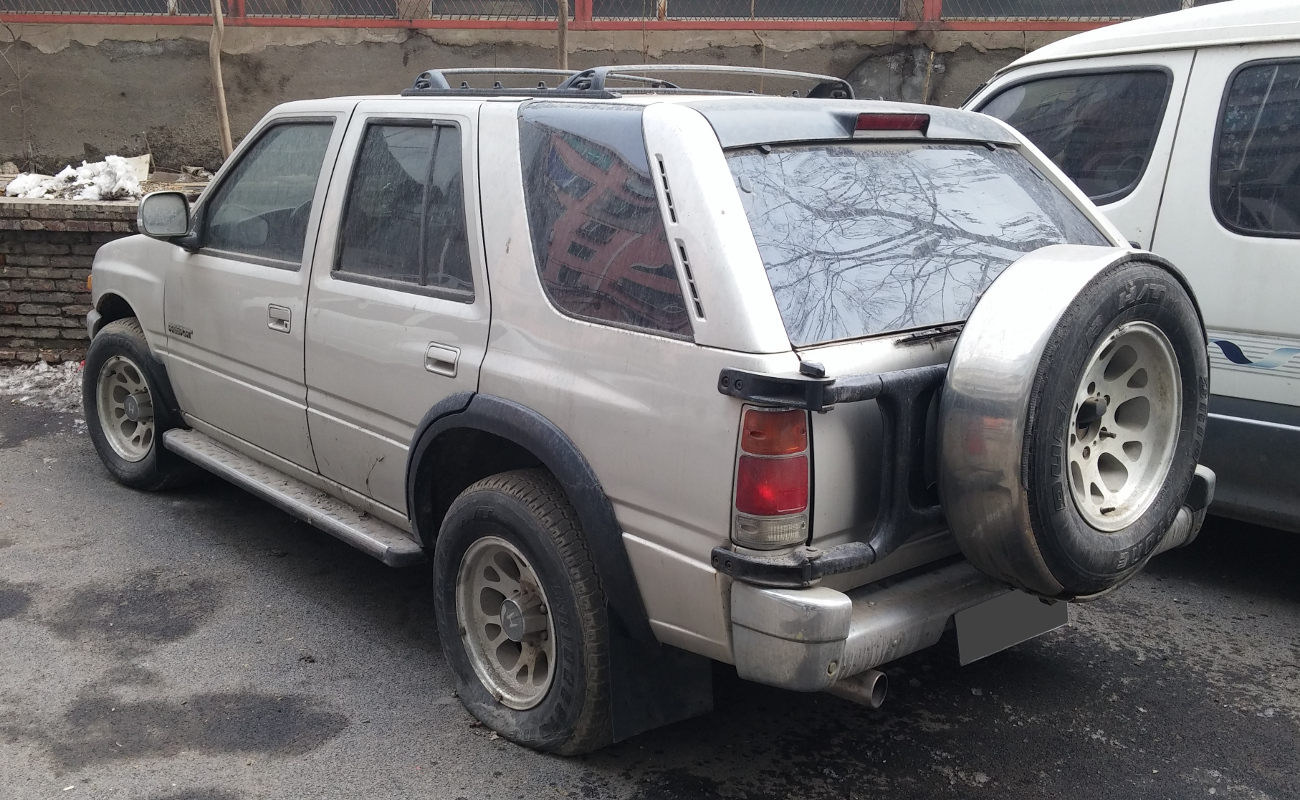
Honda Passport, eerste generatie achteraanzicht

## Tweede generatie (1997-2002)
De tweede generatie Passport werd aangeboden in twee uitvoeringen: de LX-uitvoering en de EX-luxeuitvoering. Bij de EX was het reservewiel onder de bagageruimte weggeborgen, bij de LX bevond het reservewiel zich in een beugel aan de achterkant. In 2000 werden enkele kleine wijzigingen aangebracht, waaronder een lakschema in twee kleuren, optionele 16-inch wielen en een cd-wisselaar.
In 2010 organiseerde Honda in de Verenigde Staten een grote terugroepactie omdat de carrosserie van de tweede generatie Passport met ernstige roestproblemen kampte.

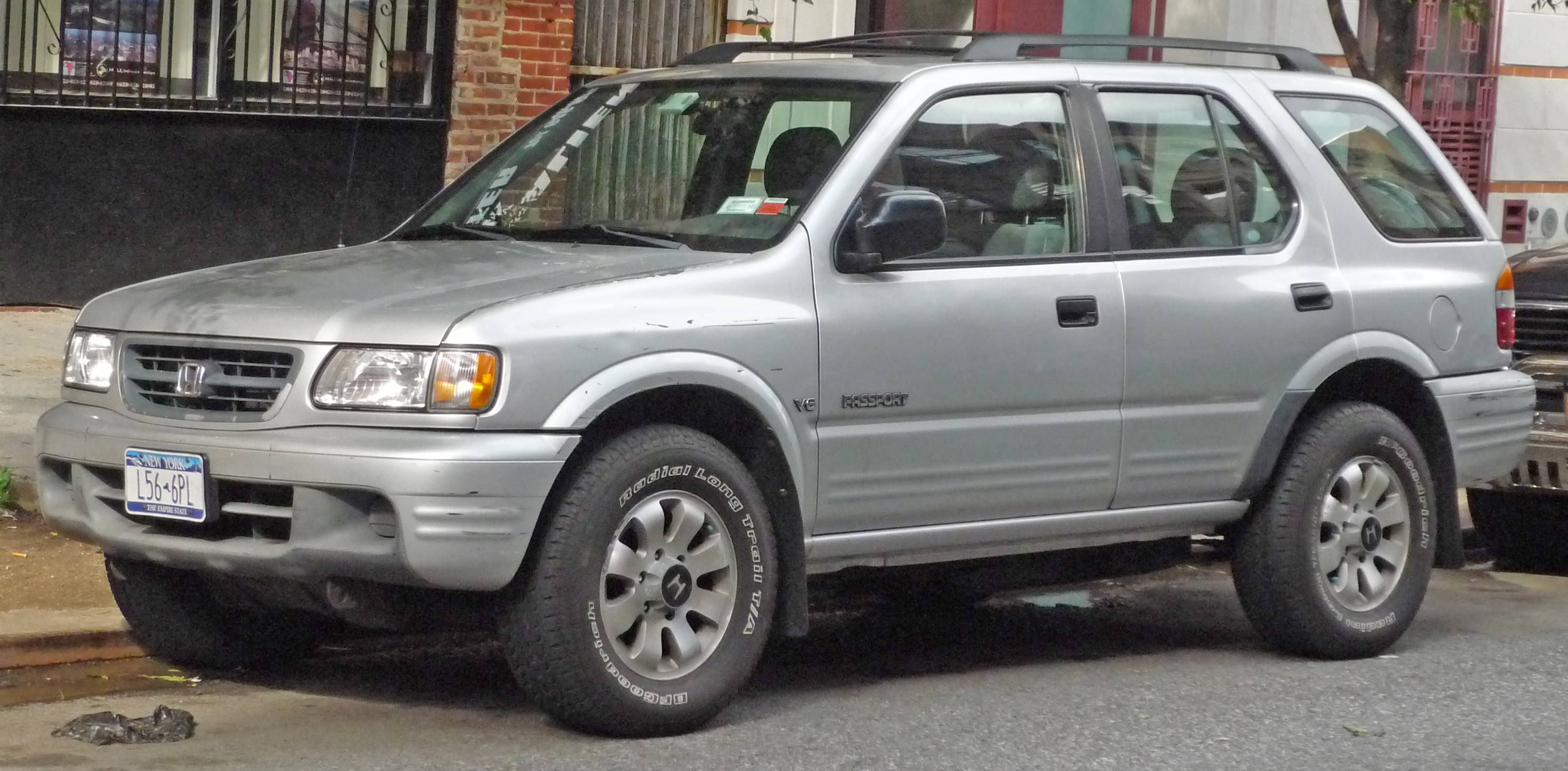
Honda Passport (1998-2000)
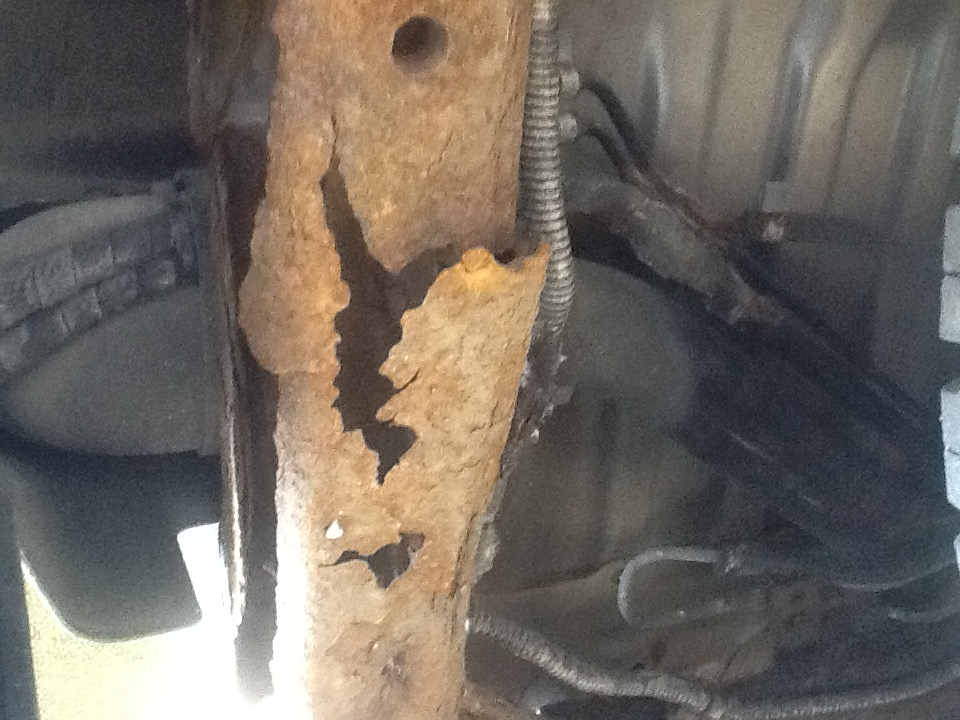
Honda Passport roestproblemen

## Derde generatie (2019-heden)
De derde generatie van de Passport werd in 2018 onthuld op het Autosalon van Los Angeles, de verkoop begon in februari 2019. In tegenstelling tot de vorige generaties werd deze Passport volledig ontworpen in de Verenigde Staten. De wagen is gebaseerd op de derde generatie Honda Pilot en wordt gepositioneerd tussen de kleinere CR-V en de Pilot. Het interieur biedt plaats aan vijf personen.
De wagen wordt in vier uitvoeringen aangeboden: de "Sport"-basisuitvoering, de "EX-L"- en "Touring"-uitvoeringen en de "Elite"-luxeuitvoering. Alle uitvoeringen zijn standaard uitgerust met voorwielaandrijving, met vierwielaandrijving als optie, behalve de "Elite" die standaard met vierwielaandrijving geleverd wordt.
De Passport wordt aangedreven door een 3,5-liter V6-motor met een vermogen van 209 kW (280 pk), gekoppeld aan een negentraps automatische transmissie.
De optionele vierwielaandrijving van Honda, het i-VTM4 (Intelligent Variable Torque Management) systeem, biedt aandrijfinstellingen voor normale ondergrond, zand, sneeuw en modder.
De wagen is standaard uitgerust met Bluetooth, een camerasysteem voor rijvakassistentie en achteruitrijden, toegang zonder sleutel met startknop, airconditioning, lichtmetalen velgen en elektrische ruiten, deursloten en spiegels. De optielijst omvat onder andere starten op afstand, een infotainmentsysteem met touchscreen, Apple CarPlay en Android Auto smartphone-integratie, verwarmde en elektrisch bedienbare voorzetels, een elektrisch schuifdak en elektronische klimaatregeling. Vanaf 2021 worden alle wagens standaard geleverd met een 8-inch touchscreen en Apple CarPlay en Android Auto.

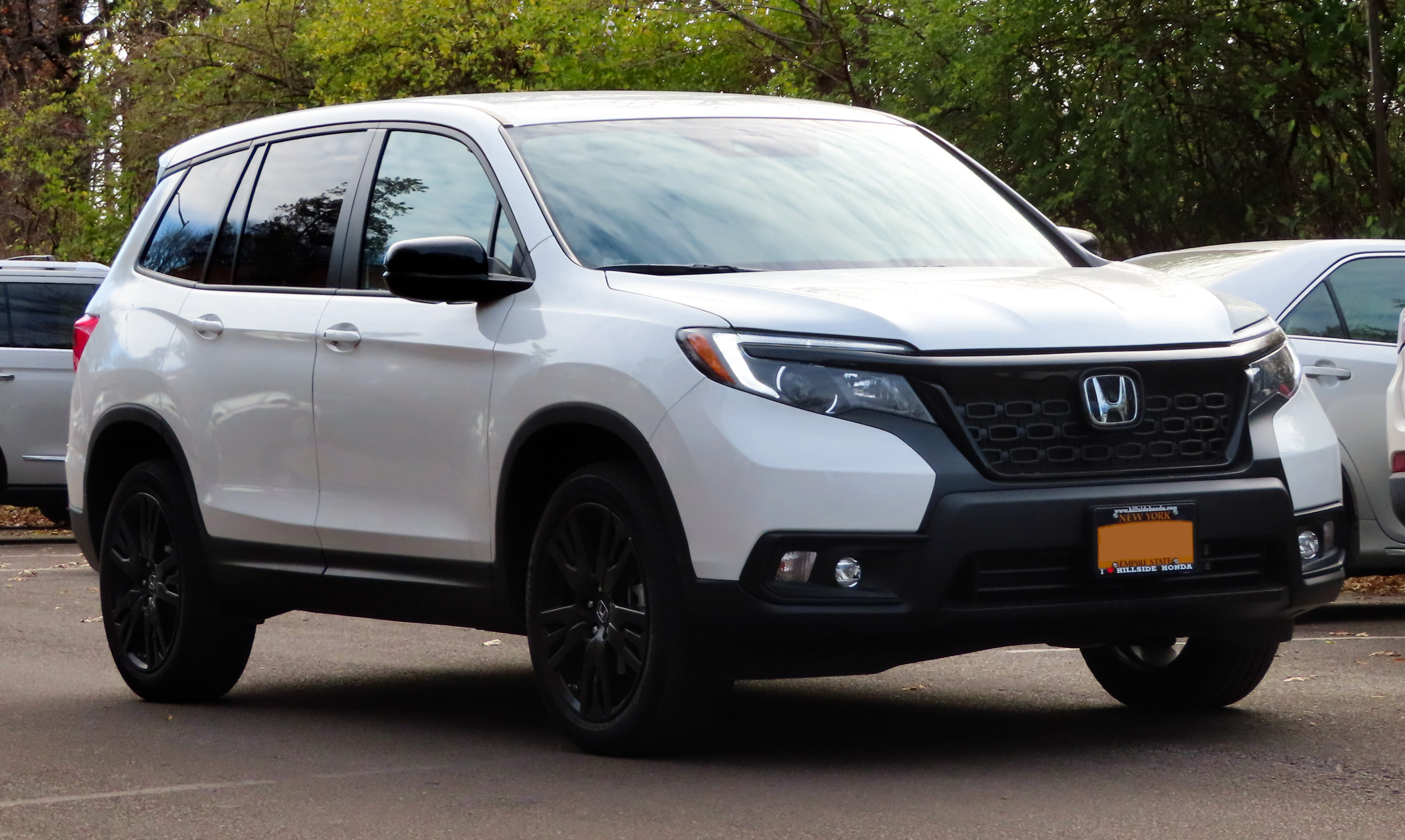
Honda Passport "Sport"
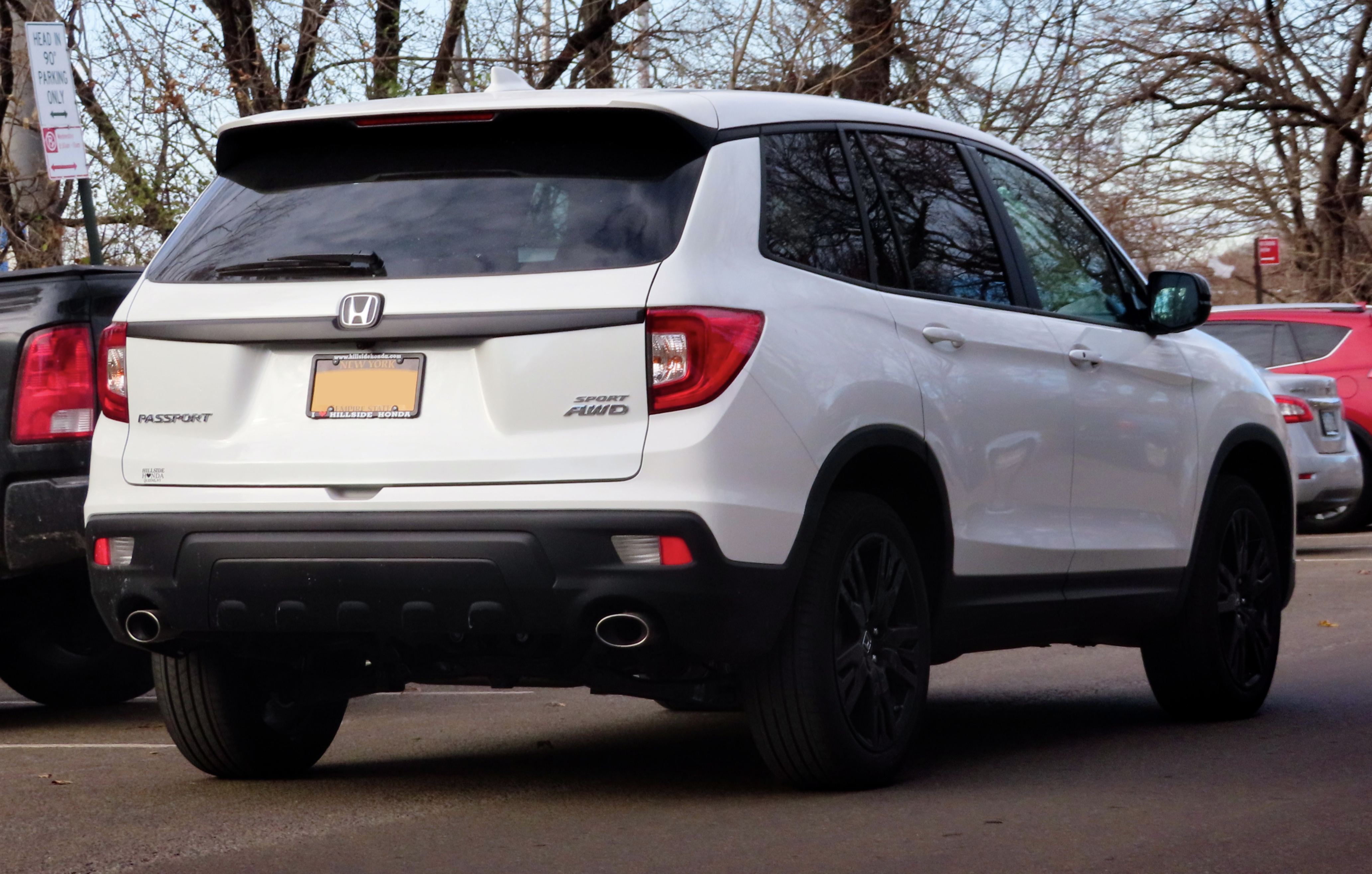
Honda Passport "Sport", achteraanzicht
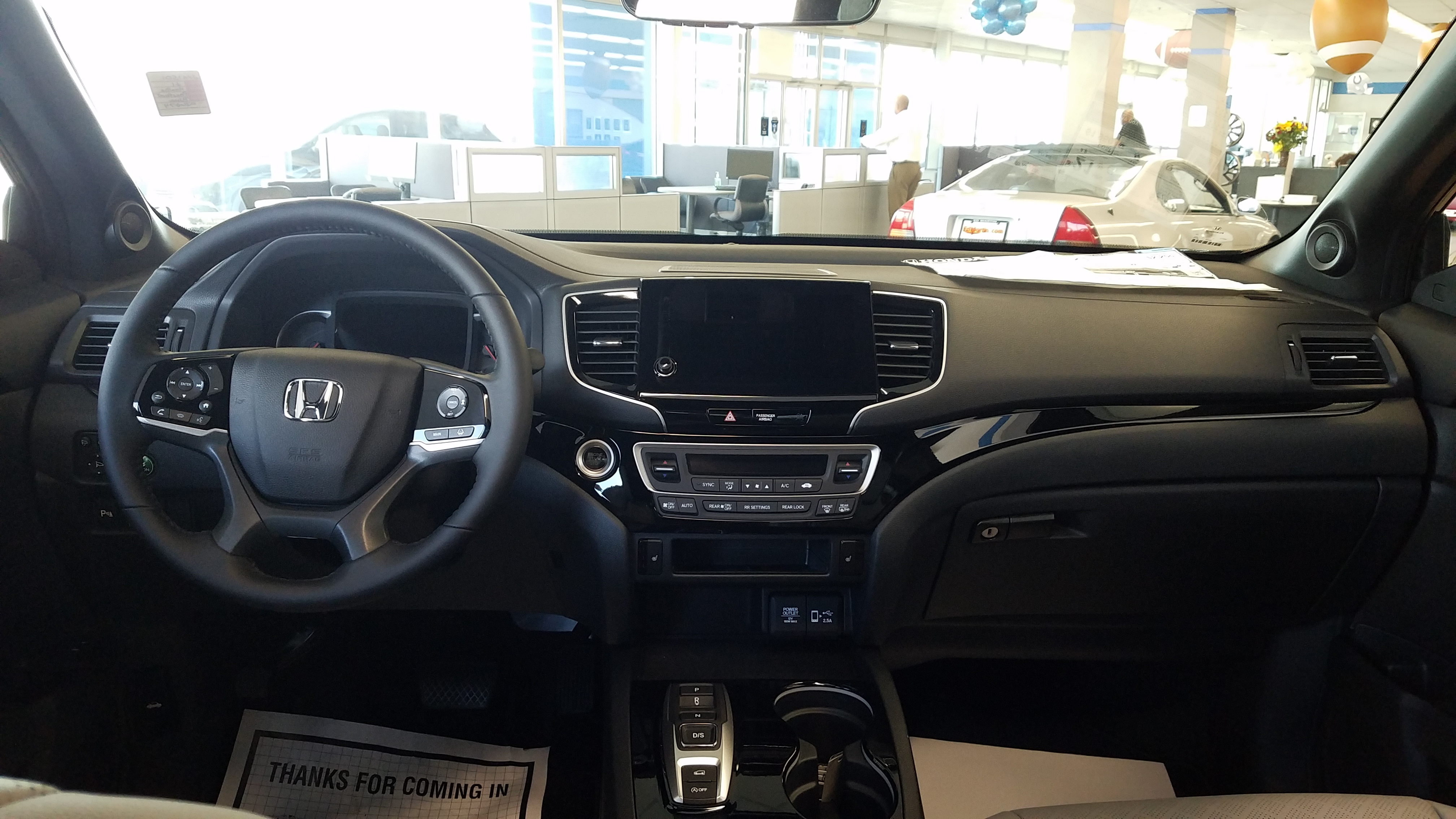
Honda Passport, interieur

Huidige modellen België & Nederland:
Civic ·
CR-V ·
HR-V ·
e ·
Jazz ·
NSX
Overige modellen internationaal:
Life ·
Zest ·
N BOX ·
Acty ·
Vamos ·
Civic Hybrid ·
FCX Clarity ·
Freed ·
Stream ·
StepWGN ·
Odyssey ·
Elysion ·
Crosstour ·
Passport ·
Pilot ·
Ridgeline
Uit productie:
N ·
Z ·
Today ·
That's ·
T ·
TN ·
S ·
Beat ·
Logo ·
Capa ·
Mobilio ·
L ·
S-MX ·
Airwave ·
CRX ·
1300 ·
Quintet ·
Integra ·
Concerto ·
Domani ·
Prelude ·
Ascot ·
Avancier ·
FR-V ·
Shuttle ·
Inspire ·
Legend ·
HR-V ·
Crossroad ·
Element ·
Horizon ·
Tourmaster ·
S2000 ·
NSX